# Тувинская овчарка
Тувинская овчарка (тувинская сторожевая собака (тув. кадарчы ыт — сторожевая собака)), аборигенная пастушья собака Тувы — порода собак, выведенная кочевым народом Тувы путём народной селекции. Применялась для защиты стад от хищников, использовалась также на охоте и для охраны имущества.

## История породы
Порода происходит от молоссовидных пастушьих собак, предков современного тибетского мастифа. Собаки сопровождали стада яков в ходе распространении яководства из Тибета через Монголию на Алтай и в Туву. По сравнению с большинством пород, происходящих из региона Тибета, тувинская овчарка, наряду со среднеазиатской, монгольской и бурятской овчарками, наиболее близка к предковой форме.
В процессе естественного отбора и народной селекции собаки адаптировались к резко континентальному климату и горным условиям. Уникальная шерсть позволяет тувинской овчарке переносить как сорокаградусный мороз, так и пятидесятиградусную жару, защищает от намокания. Собаки традиционно ведут полудикий образ жизни, самостоятельно добывая себе пропитание охотой на мелких грызунов. Они способны в одиночку справиться с волком
До вхождения Тувы в 1944 году в состав СССР собаки этой породы были распространены повсеместно. В 50-е годы XX века в СССР начата борьба с кочевым образом жизни коренных народов, население принуждали проживать оседло в посёлках. При непривычной для кочевников плотности проживания число собак в населённых пунктах стало недопустимо большим. Собак предписали держать на цепи, остальных отстреливали. В населённых пунктах появились разнообразные мелкие собаки, привезённые из центральных районов страны, начался процесс метизации. К 1960-м годам численность тувинских овчарок сократилась критически, а племенное поголовье было утрачено. Местная порода оказалась на грани полного исчезновения, лишь малочисленные популяции сохранились в отдалённых местностях Монгун-Тайгинского кожууна и Кош-Агачского района Республики Алтай.
Возрождение породы поддержано правительством Республики Тува, утвердившим систему субсидий и грантов.
Первый племенной смотр тувинских овчарок прошёл в Москве в 2005 году.

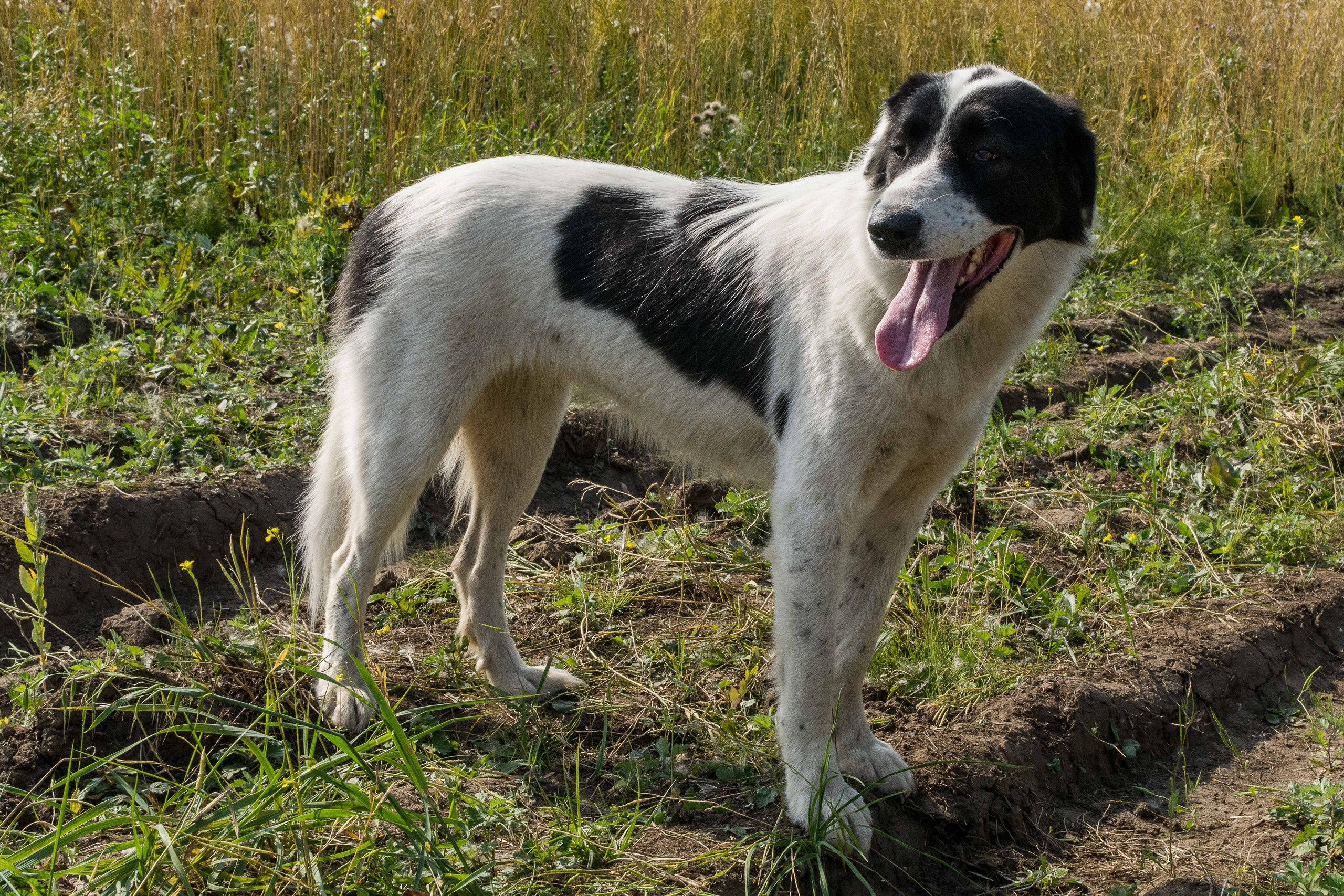
Молодая сука окраса белый с чёрным

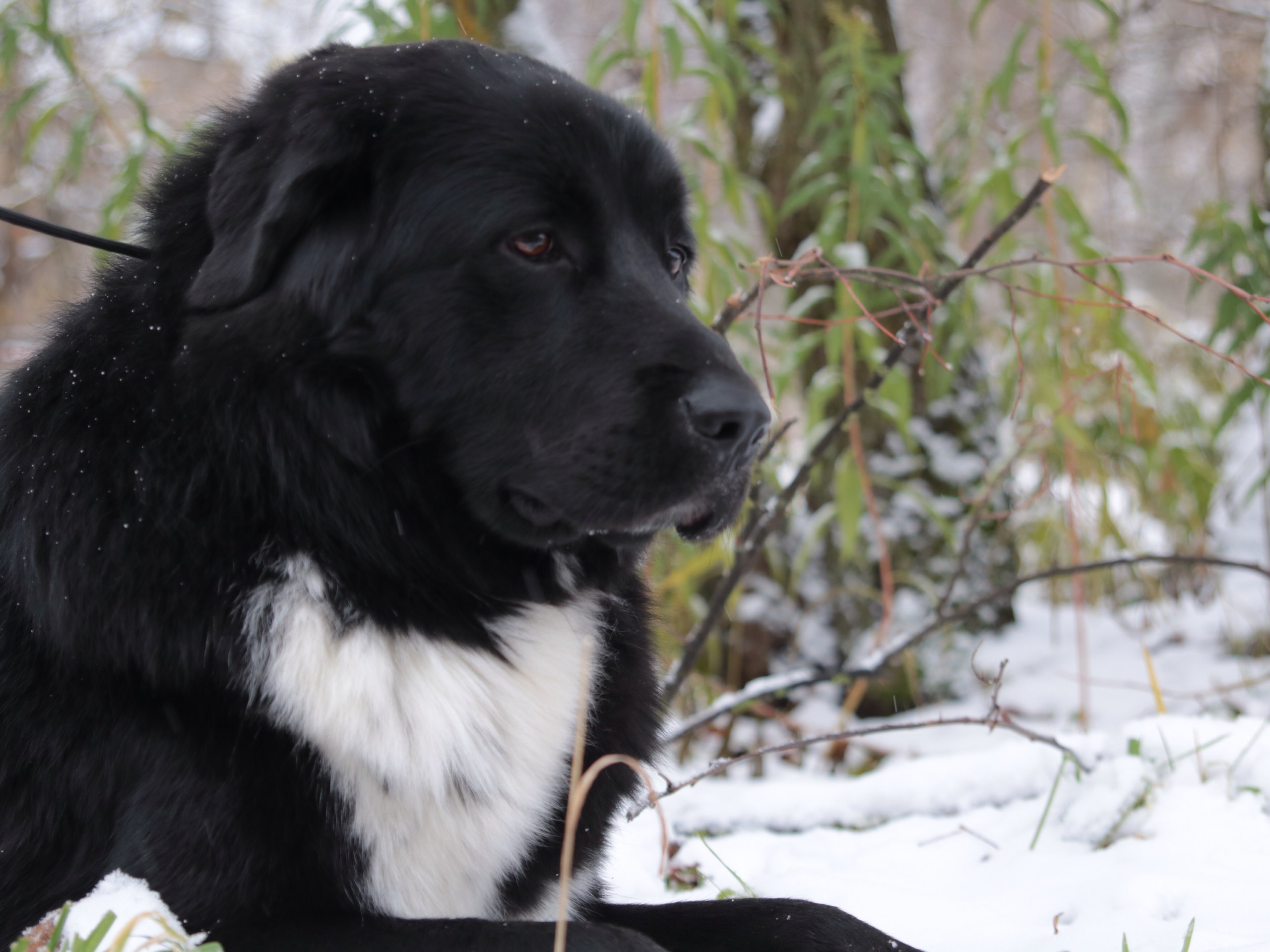
Молодой кобель

## Внешний вид
Тувинская овчарка — крупная, пропорционально сложённая и очень подвижная собака. Рост кобелей в холке 63-70 см.
Шерсть двойная, упругий и шелковистый остевой волос обладает водоотталкивающими свойствами, на шее и холке образует гриву, очёсы на ногах и хвосте. Подшёрсток тонкий, очень лёгкий, мягкий и плотный. Ленты свалявшейся шерсти за ушами и на хвосте образуют «серьги», «косы» или «кисти». Окрас преимущественно чёрный и чёрно-подпалый с белыми отметинами на груди и на ногах, встречаются и другие окрасы.

## Темперамент
Тувинские овчарки обладают очень устойчивой нервной организацией, легко адаптируются к изменению условий. Территориальное поведение сильно развито, это чуткие сторожа и хорошие охранники. С хозяевами общительны, к посторонним недоверчивы, но без чрезмерной агрессивности. Восприимчивы к обучению и дрессуре.

## Содержание и уход
Собаки неприхотливы к условиям содержания и кормления. В регионе происхождения тувинские овчарки при любой погоде находятся под открытым небом: их никогда не впускают в юрты или дома. Шерсть практически не требует ухода.
Тувинские овчарки готовы к размножению один раз в году и малоплодны, количество щенков в помёте не превышает четырёх-пяти. Щенки рождаются в декабре-феврале, в суровых условиях выживают не более одного-двух щенков.